# Chavenat
Chavenat est une ancienne commune du sud-ouest de la France, située dans le département de la Charente, en région Nouvelle-Aquitaine, devenue le 1er janvier 2016 une commune déléguée au sein de la commune nouvelle de Boisné-La Tude.

## Géographie

### Localisation et accès

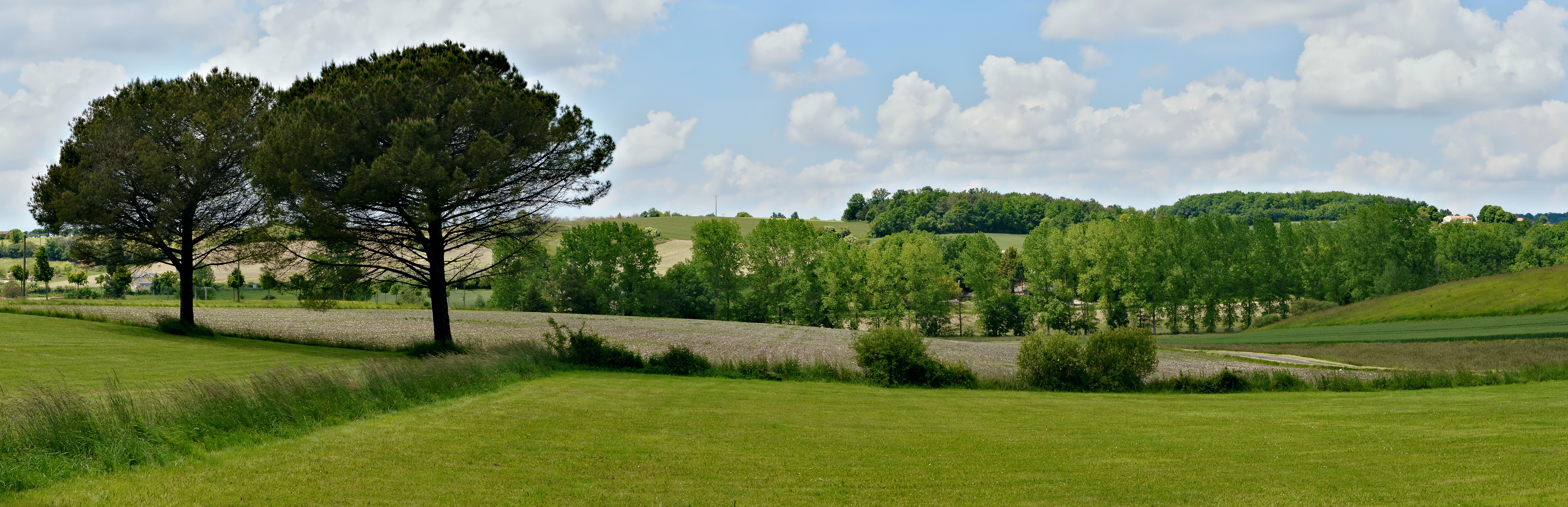
Paysage de collines depuis le logis de Chénard en direction de l'ouest et de la D 16

Chavenat est une commune du Sud Charente située à 22 km au sud d'Angoulême et 7 km au nord de Montmoreau.
Elle est aussi à 9 km de Villebois-Lavalette, chef-lieu de son canton, et 11 km de Blanzac.
La D 674, route d'Angoulême à Libourne, passe à l'ouest de la commune et à 2 km du bourg. La D 16, route de Montmoreau à Confolens par Villebois-Lavalette et Montbron traverse la commune et passe au pied du bourg. La D 439 dessert le bourg et relie ces deux routes, comme la D 54 qui traverse la commune au sud et relie le bourg Aignes à la D 16.
La commune est aussi traversée par la ligne Paris - Bordeaux juste au sud du tunnel de Livernant qui marque la ligne de partage des eaux entre les bassins de la Charente et de la Gironde. La gare la plus proche est celle de Montmoreau, desservie par des TER à destination d'Angoulême et de Bordeaux.

### Hameaux et lieux-dits
Le bourg assez petit regroupe église et mairie, et la commune compte de nombreux hameaux et fermes. Parmi les plus importants, on peut citer le Maine Pépy au sud du bourg, Apremont, la Barbottière plus au sud, etc.

### Communes limitrophes
|                     | Charmant (Boisné-La Tude) |          |
| Aignes-et-Puypéroux | Chavenat                  | Ronsenac |
|                     | Saint-Amant-de-Montmoreau | Gurat    |

### Géologie et relief
La commune est située dans les coteaux calcaires du Bassin aquitain datant du Crétacé supérieur, comme toute la moitié sud du département de la Charente.
On trouve le Campanien, calcaire crayeux, sur toute la surface communale. Les crêtes sur les bords nord-ouest et sud-est de la commune, ainsi que quelques sommets, sont recouverts de dépôts du Tertiaire (Lutétien et Cuisien) composés de galets, sables et argiles. Les sommets et certains flancs de vallées sont occupés par des formations de recouvrement et colluvions issues de la roche en place et datant des glaciations du Quaternaire (Pliocène et Pléistocène). Le fond de la vallée de la Tude est occupé par des alluvions récentes,,.
Le relief de la commune est vallonné. La vallée de la Tude occupe le centre de la commune avec de nombreux vallons adjacents. Le point culminant de Chavenat est à une altitude de 192 m, situé à l'extrémité nord-ouest. Le point le plus bas est à 92 m, situé en limite sud au bord de la Tude. Le bourg, construit sur une crête, est à 165 m d'altitude.

### Hydrographie
La Tude, affluent de la Lizonne, bassin de la Gironde, traverse la commune du nord au sud ; sa source est à 3 km, à Juillaguet. La Tude occupe le centre de la commune ; la D 16 et la voie ferrée empruntent sa vallée. Dus à la nature argileuse du sol, de nombreux petits affluents convergent vers elle, comme le ruisseau de Landuraud en rive gauche ou l'Eau Morte (en limite nord) et le ruisseau de l'Étang de Gouyat en rive droite.

### Climat
Comme dans les trois quarts sud et ouest du département, le climat est océanique aquitain.

## Toponymie
Les formes anciennes sont Cavaniaco en 973, Cavanaco en 1110, Chavanaco vers 1300, Chavenac vers 1750. 
L'origine du nom de Chavenat remonterait à un nom de personne gallo-roman Cavinius ou gaulois Cavannus auquel est apposé le suffixe -acum, ce qui correspondrait au « domaine de Cavinius »,. Le gaulois cavannus signifie chat-huant.

### Limite linguistique
La commune est dans la langue d'oïl (domaine du saintongeais), et marque la limite avec le domaine occitan (dialecte limousin) à l'est.

## Histoire
Au XIIIe siècle, l'église était le siège d'un ancien prieuré fondé par l'abbaye de Saint-Cybard, fondation qui fut confirmée par une bulle du 17 septembre 1337. Ce prieuré dépendait de l'archiprêtré de Pérignac, du diocèse d'Angoulême. La paroisse ressortait pour la haute et moyenne justice de Villebois et pour la basse du prieuré.
Au tout début du XXe siècle, l'industrie dans la commune était représentée par la tuilerie du Lac, qui prenait son argile sur place, et du moulin de la Faye, au confluent du ruisseau de l'Étang de Goyat et de la Tude. La voie ferrée de Paris à Bordeaux traversait la commune depuis déjà plus d'une cinquantaine d'années, et il était question vers 1910 de faire une gare pour mieux desservir la commune, gare intermédiaire entre celles de Charmant et de Montmoreau.

## Administration

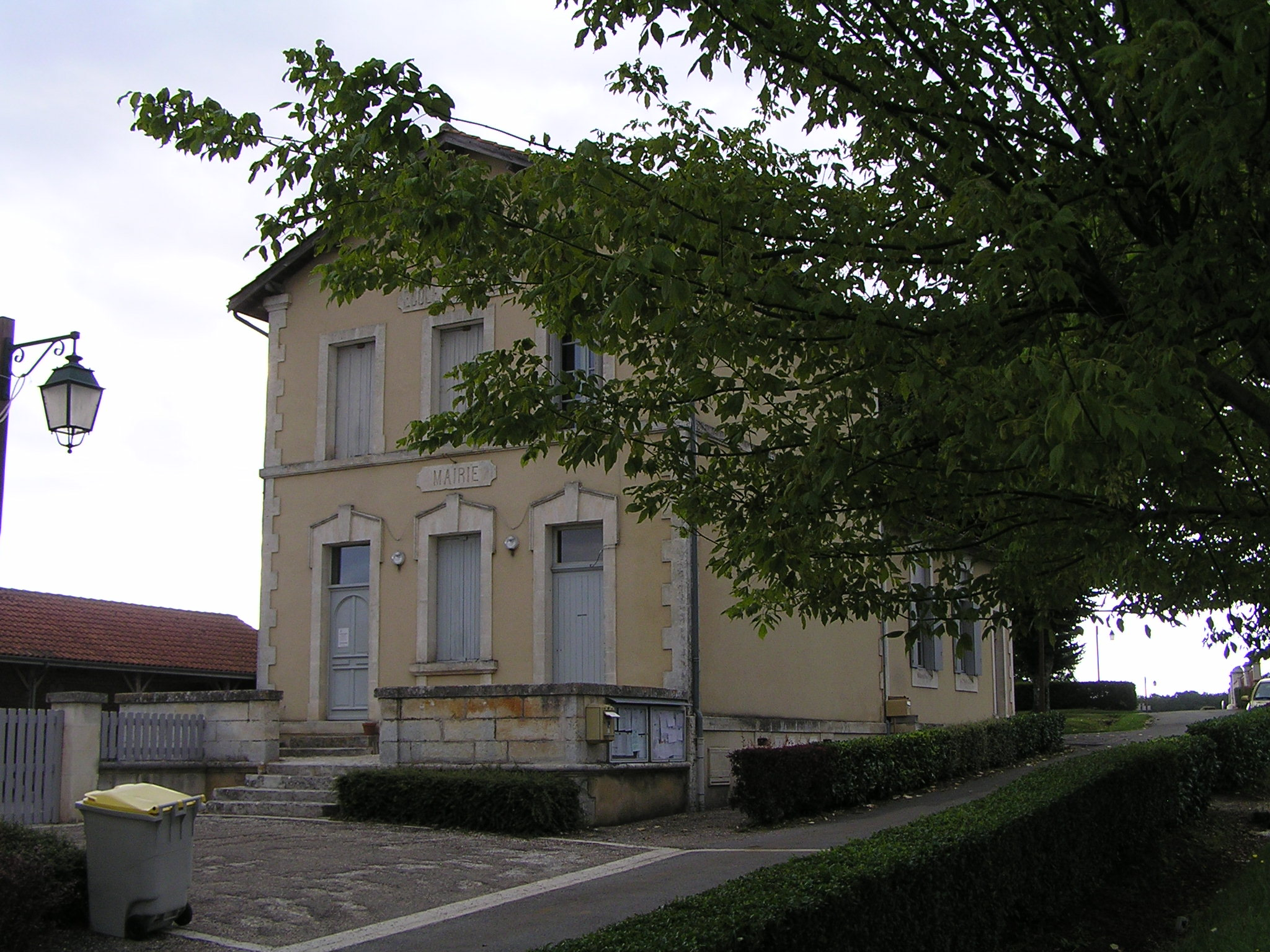
La mairie de Chavenat

| Période                                  | Période       | Identité          | Étiquette | Qualité     |
| ---------------------------------------- | ------------- | ----------------- | --------- | ----------- |
| Les données manquantes sont à compléter. |               |                   |           |             |
| avant 1981                               | ?             | Jacques Bachelier |           |             |
| 2001                                     | décembre 2015 | Francis Brouant   | SE        | Agriculteur |

## Démographie

### Évolution démographique
L'évolution du nombre d'habitants est connue à travers les recensements de la population effectués dans la commune depuis 1793. À partir du 1er janvier 2009, les populations légales des communes sont publiées annuellement dans le cadre d'un recensement qui repose désormais sur une collecte d'information annuelle, concernant successivement tous les territoires communaux au cours d'une période de cinq ans. 
Pour les communes de moins de 10 000 habitants, une enquête de recensement portant sur toute la population est réalisée tous les cinq ans, les populations légales des années intermédiaires étant quant à elles estimées par interpolation ou extrapolation. Pour la commune, le premier recensement exhaustif entrant dans le cadre du nouveau dispositif a été réalisé en 2008,.
En 2013, la commune comptait 212 habitants, en évolution de 0 % par rapport à 2008 (Charente : +0,65 %, France hors Mayotte : +2,49 %).
| 1793 | 1800 | 1806 | 1821 | 1831 | 1841 | 1846 | 1851 | 1856 |
| ---- | ---- | ---- | ---- | ---- | ---- | ---- | ---- | ---- |
| 371  | 395  | 359  | 358  | 401  | 368  | 445  | 368  | 389  |

| 1861 | 1866 | 1872 | 1876 | 1881 | 1886 | 1891 | 1896 | 1901 |
| ---- | ---- | ---- | ---- | ---- | ---- | ---- | ---- | ---- |
| 366  | 352  | 324  | 324  | 341  | 326  | 280  | 244  | 261  |

| 1906 | 1911 | 1921 | 1926 | 1931 | 1936 | 1946 | 1954 | 1962 |
| ---- | ---- | ---- | ---- | ---- | ---- | ---- | ---- | ---- |
| 300  | 299  | 287  | 271  | 258  | 244  | 218  | 229  | 224  |

| 1968 | 1975 | 1982 | 1990 | 1999 | 2008 | 2013 | - | - |
| ---- | ---- | ---- | ---- | ---- | ---- | ---- | - | - |
| 186  | 187  | 196  | 202  | 182  | 212  | 212  | - | - |

### Pyramide des âges
| Hommes | Classe d’âge | Femmes |
| ------ | ------------ | ------ |
| 0,9    | 90 ans ou +  | 0,0    |
| 4,3    | 75 à 89 ans  | 6,2    |
| 13,0   | 60 à 74 ans  | 14,4   |
| 26,1   | 45 à 59 ans  | 21,6   |
| 17,4   | 30 à 44 ans  | 21,6   |
| 13,0   | 15 à 29 ans  | 17,5   |
| 25,2   | 0 à 14 ans   | 18,6   |

| Hommes | Classe d’âge | Femmes |
| ------ | ------------ | ------ |
| 0,5    | 90 ans ou +  | 1,6    |
| 8,2    | 75 à 89 ans  | 11,8   |
| 15,2   | 60 à 74 ans  | 15,8   |
| 22,3   | 45 à 59 ans  | 21,5   |
| 20,0   | 30 à 44 ans  | 19,2   |
| 16,7   | 15 à 29 ans  | 14,7   |
| 17,1   | 0 à 14 ans   | 15,4   |

## Équipements, services et vie locale

### Enseignement
Il n'y a plus d'école a Chavenat depuis 2015. Les enfants vont a l'école de Chadurie.

## Lieux et monuments
L'église paroissiale Saint-Cybard est mentionnée dès le XIe siècle. Le chœur a été construit à la fin du XIe siècle et la façade au XIIe siècle. Elle a été remaniée à partir de la fin du XIXe siècle avec la construction d'un clocher en 1865, la restauration de la façade ouest, la réfection de la couverture de la nef, la reconstruction de la flèche du clocher et en 1903 le dallage de la nef et du chœur.
Des peintures murales médiévales ont été mises au jour lors de l'installation de vitraux à partir de 1990.
L'église est inscrite monument historique par arrêté du 28 octobre 1996, modifié le 29 janvier 1997.
Le logis de Chênard est un manoir reconstruit vers 1820, et entouré d'un jardin conçu et réalisé par Eugène Burreau, horticulteur-paysagiste et jardinier en chef de la ville d'Angoulême. Les plans de 1922 montrent une cour d'honneur et un jardin potager régulier entourés d'un petit parc à l'anglaise, avec une aire de jeux. Le logis d'habitation et l'ensemble des jardins ont été inscrits monuments historiques le 11 décembre 1992.

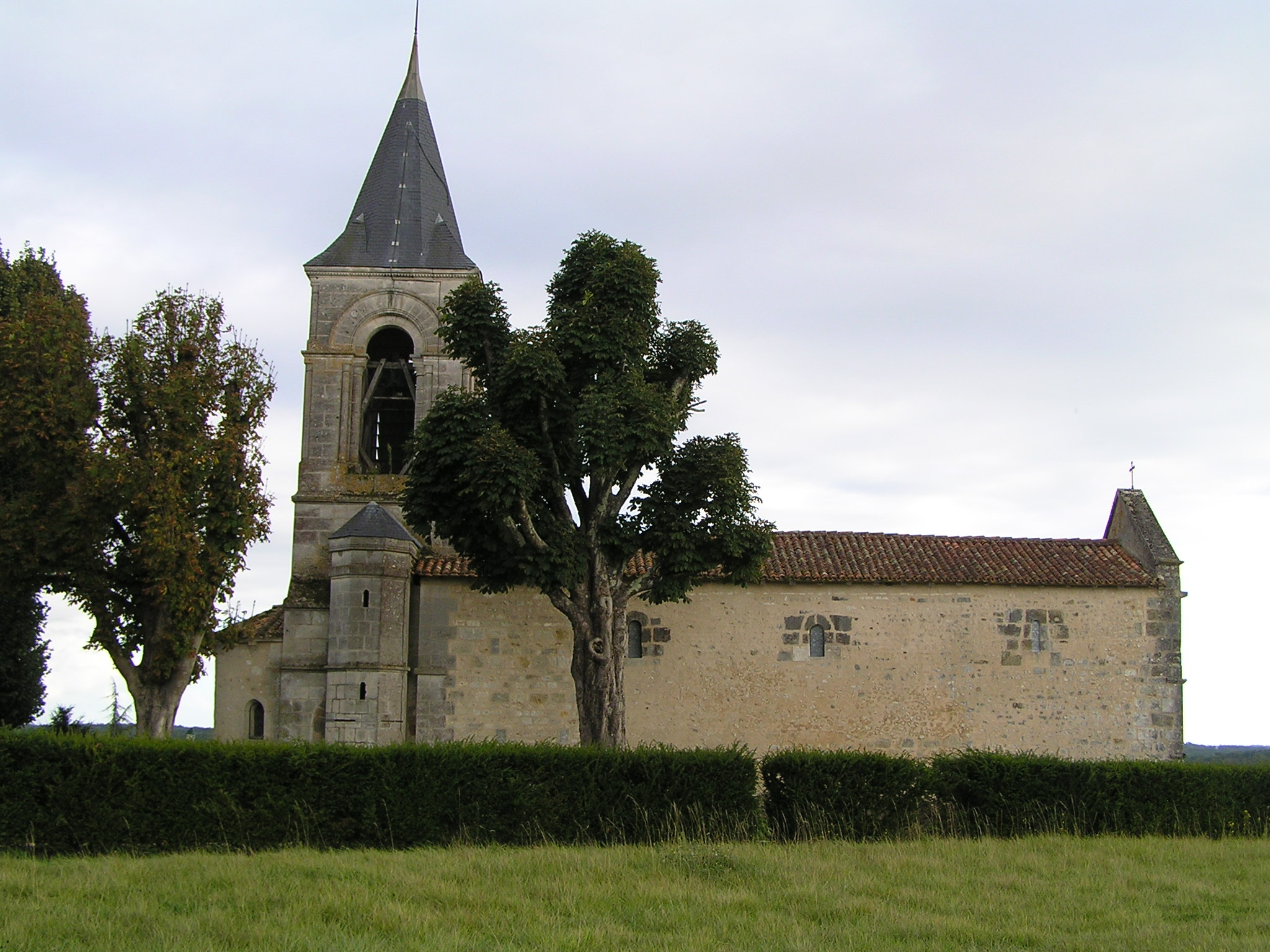
Église : vue latérale
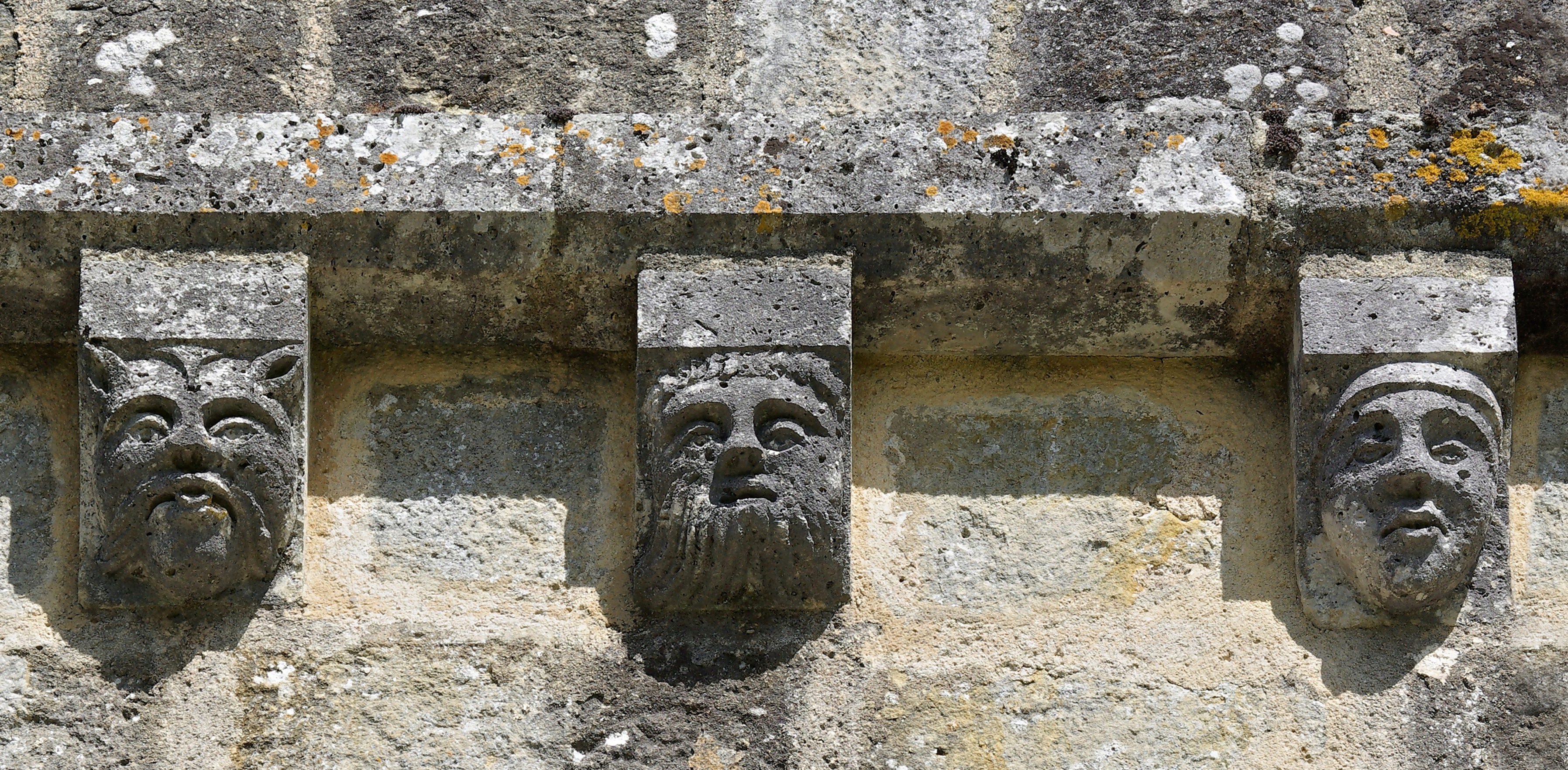
Église : modillons de façade
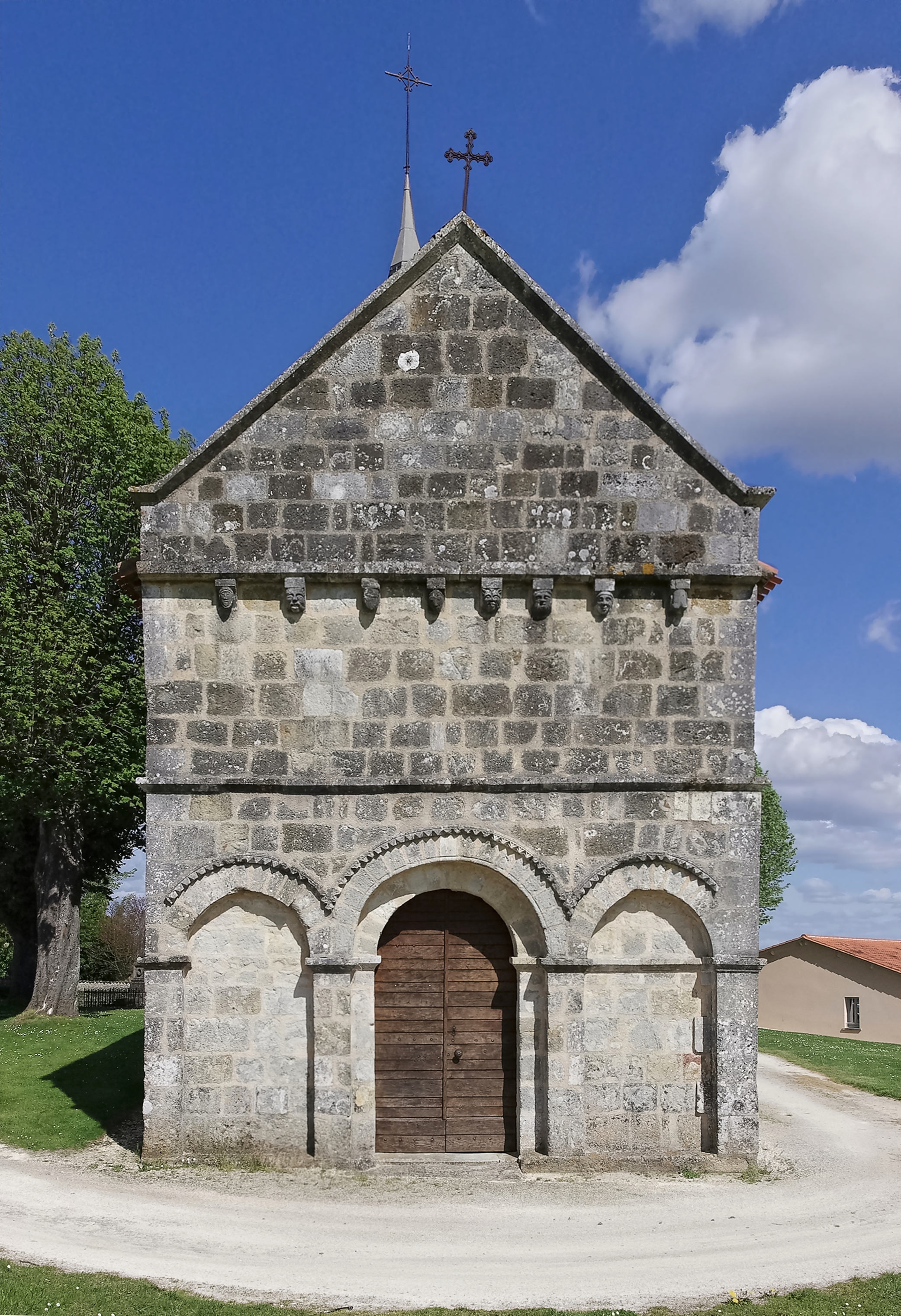
Église : la façade
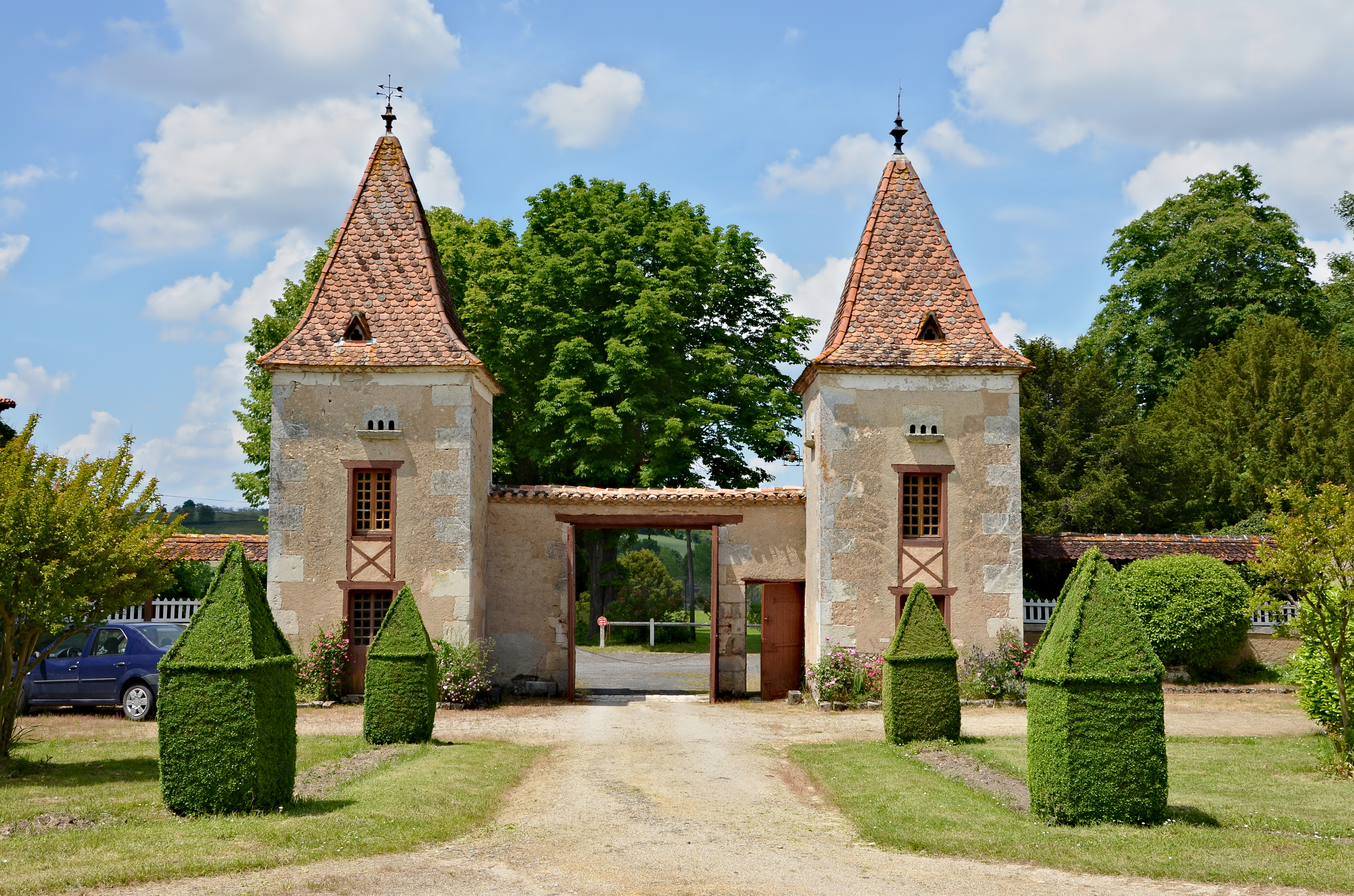
Logis de Chénard : porte ouest vue de la cour